# Agrarbiologie
Die Agrarbiologie oder Agrobiologie gehört zu den Agrarwissenschaften und wie die Biologie zu den sog. „grünen/Grünen Studiengängen“.

Das Studium der Agrarbiologie zielt im Unterschied zu den eher produktionsorientierten Studiengängen in Agrarwissenschaften auf eine wissenschaftliche Ausbildung, die mehr im Bereich der biologischen Grundlagen der Agrarproduktion liegt.
Wegweisende Lösungen werden zum Beispiel in der Züchtungsforschung bei Nutzpflanzen und Nutztieren, in der Optimierung der konventionellen Zuchtmethodik sowie bei der Kartierung von Genen entwickelt. Dazu zählen in der Agrarbiotechnologie vor allem die Resistenzzüchtung von Nutzpflanzen gegen Krankheiten, die Interaktion zwischen Schädlingen und Standortfaktoren, die Qualitäts- und Inhaltsstoffzüchtung sowie die Identifikation von gentechnisch verändertem Saatgut. In den Tierwissenschaften werden z. B. Leistungsgene identifiziert, die auf die Fleischqualität beim Schwein oder die Milchleistung beim Rind Einfluss nehmen.
Mit der erfolgreichen Verwendung von Bioindikatorpflanzen zur Beurteilung der Luftqualität leisten die Wissenschaftler der Landschafts- und Pflanzenökologie einen wichtigen Beitrag zur Verbesserung der Lebensqualität in menschlichen Ballungsräumen. Zu dem breiten Forschungsspektrum in der Nutztierbiologie zählen die Verbesserung und Entwicklung diagnostischer Techniken zur Erkennung von Krankheitsursachen, die Entwicklung neuer Impfstoffe, ebenso wie die Optimierung von Aquakultursystemen. Im Rahmen der ökologischen Anbauverfahren in der Nutzpflanzenbiologie wird bspw. die Rolle der Leguminosen als Nährstofflieferant für eine nachhaltige Landnutzung untersucht. Ein wichtiges Forschungsfeld sind auch Auswirkungen von Stressfaktoren – wie z. B.: Hitze, Kälte sowie Trockenheit bei Nutzpflanzen.
Innovative Methoden, Verfahren und Produkte nehmen immer mehr Einfluss auf die Umwelt und die Erzeugung landwirtschaftlicher Produkte.

## Studienmöglichkeiten
Der Studiengang Agrarbiologie wird zum Beispiel von der Universität Hohenheim und der Universität für Bodenkultur Wien angeboten.